# Galathea continua
Galathea continua is een tienpotigensoort uit de familie van de Galatheidae. De wetenschappelijke naam van de soort is voor het eerst geldig gepubliceerd in 2008 door Baba & Fujita.